# Sánchez (République dominicaine)
Pour les articles homonymes, voir Sánchez.
Sánchez est une localité située sur la côte nord de la République dominicaine, dans la baie de Samaná.
La population était de 20 865 habitants en 2002.